# Viktor Lonskyy
Viktor Lonskyy (né le 27 octobre 1995) est un athlète ukrainien, spécialiste du saut en hauteur.

## Carrière
En juillet 2017, il porte son record personnel à 2,28 m à Kropyvnytsky.
Avec un saut à 2,24 m, il remporte la médaille de bronze lors des Championnats d'Europe espoirs à Bydgoszcz le 15 juillet 2017. Le 23 décembre 2017, il porte son record en salle à 2,28 m à Minsk.